# Пуцлайнсдорф
Пуцлайнсдорф (нем. Putzleinsdorf) — ярмарочная коммуна (нем. Marktgemeinde) в Австрии, в федеральной земле Верхняя Австрия. 
Входит в состав округа Рорбах.  Население составляет 1604 человека (на 31 декабря 2005 года). Занимает площадь 22 км². Официальный код  —  41328.

## Политическая ситуация
Бургомистр коммуны — Алойс Шаубмайр (АНП) по результатам выборов 2003 года.
Совет представителей коммуны (нем. Gemeinderat) состоит из 19 мест.
- АНП занимает 13 мест.
- СДПА занимает 3 места.
- другие: 2 места.
- АПС занимает 1 место.